# Вест-Пойнт (Алабама)
Вест-Пойнт (англ. West Point) — місто (англ. town) в США, в окрузі Каллмен штату Алабама. Населення — 584 особи (2020).

## Географія
Вест-Пойнт розташований за координатами 34°14′20″ пн. ш. 86°57′51″ зх. д. / 34.23889° пн. ш. 86.96417° зх. д. (34.238751, -86.964033).  За даними Бюро перепису населення США в 2010 році місто мало площу 8,92 км², з яких 8,85 км² — суходіл та 0,07 км² — водойми.

## Демографія
Згідно з переписом 2010 року, у місті мешкало 586 осіб у 238 домогосподарствах у складі 180 родин. Густота населення становила 66 осіб/км².  Було 258 помешкань (29/км²).
Расовий склад населення:
| - 95,6 % — білих - 0,7 % — корінних американців - 0,5 % — азіатів - 2,0 % — осіб інших рас |

До двох чи більше рас належало 1,2 %. Частка іспаномовних становила 6,0 % від усіх жителів.
За віковим діапазоном населення розподілялося таким чином: 21,0 % — особи молодші 18 років, 64,0 % — особи у віці 18—64 років, 15,0 % — особи у віці 65 років та старші. Медіана віку мешканця становила 41,6 року. На 100 осіб жіночої статі у місті припадало 101,4 чоловіків;  на 100 жінок у віці від 18 років та старших — 103,1 чоловіків також старших 18 років.
Середній дохід на одне домашнє господарство  становив 59 439 доларів США (медіана — 50 329), а середній дохід на одну сім'ю — 69 229 доларів (медіана — 60 972). За межею бідності перебувало 14,2 % осіб, у тому числі 22,0 % дітей у віці до 18 років та 5,4 % осіб у віці 65 років та старших.
Цивільне працевлаштоване населення становило 322 особи. Основні галузі зайнятості: виробництво — 20,8 %, освіта, охорона здоров'я та соціальна допомога — 19,3 %, роздрібна торгівля — 15,5 %, транспорт — 12,4 %.